# 娜塔莉亞·佩雷拉
娜塔莉亞·玆利奧·佩雷拉（英語：Natália Zilio Pereira，1989年4月4日—），是一名巴西女子排球運動員，司職主攻手。現效力於俄超豪門莫斯科迪納摩女排俱樂部。
她是巴西國家女子排球隊一員。娜塔莉亞代表巴西分別在2012年倫敦奥林匹克运动会奪得金牌。